# Luftschutzbunker

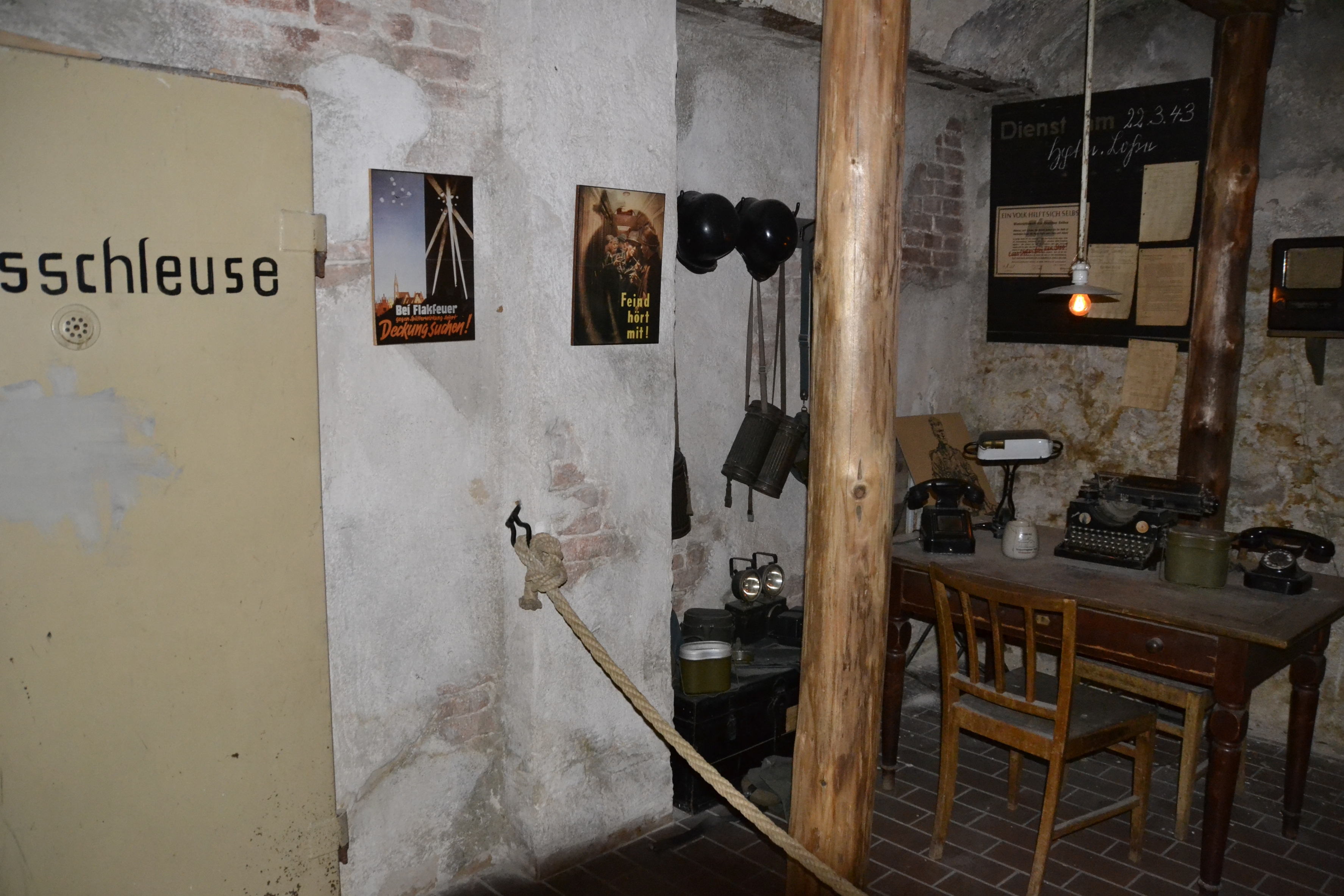
Eine Nachbildung eines Luftschutzbunkers des Zweiten Weltkrieges im Feuerwehrmuseum München

Ein Luftschutzbunker ist eine bauliche Anlage zum Schutz vor Luftangriffen. Abzugrenzen ist der Luftschutzbunker vom Luftschutzkeller oder Luftschutzraum, der dem gleichen Zweck dient, aber baulich in ein Gebäude integriert ist, das nicht primär dem Luftschutz dient. Die Schutzwirkung wird in verschiedenen Schutzklassen klassifiziert.

## Geschichte

### Zweiter Weltkrieg

#### Entwicklung

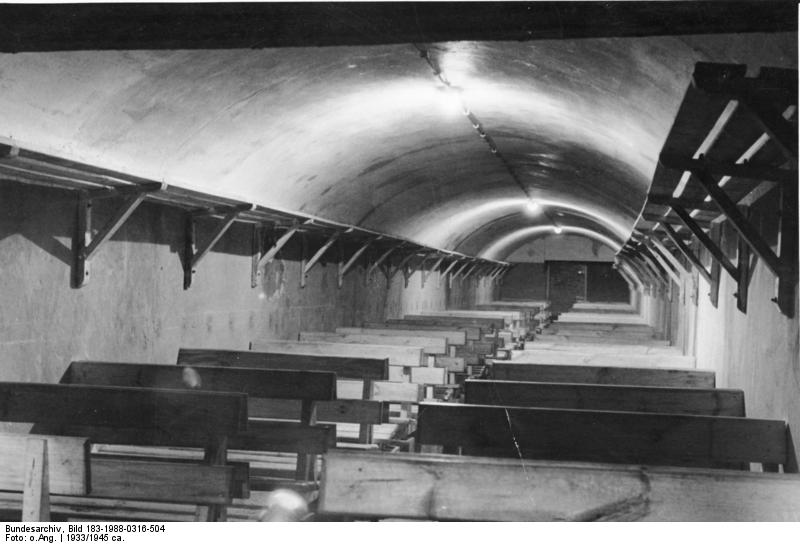
In einer Luftschutzbefehlsstelle, 1933

In Vorbereitung des Zweiten Weltkriegs wurden in Deutschland ab den 1930er Jahren Luftschutzbunker errichtet. Ab 1940 erfolgte das dann unter der Leitung Hermann Görings als Oberbefehlshaber der Luftwaffe in größerer Zahl in allen großen deutschen Städten, die als Luftschutzorte erster Ordnung eingestuft waren. Die Bunker sollten dem Schutz der Zivilbevölkerung dienen. 1941/42 waren die meisten Bunker fertiggestellt und retteten bei Luftangriffen vielen Menschen das Leben.
Da die Bunkeranlagen für den Luftschutz mit meterdicken Betonwänden errichtet wurden, um den Bomben standzuhalten, war es in vielen Fällen zu aufwendig, sie nach dem Zweiten Weltkrieg wieder zu beseitigen. Sie sind deshalb in vielen Großstädten des ehemaligen Großdeutschen Reiches in großer Anzahl erhalten. Sie wurden zum Teil während des Kalten Krieges weiter als Luftschutzbunker vorgehalten, teils zivilen Nutzungen zugeführt, stehen zum Teil leer, weil eine Konversion aufgrund der baulichen Gegebenheiten nur schwer möglich ist. Sie stehen zum Teil unter Denkmalschutz.

#### Bauformen

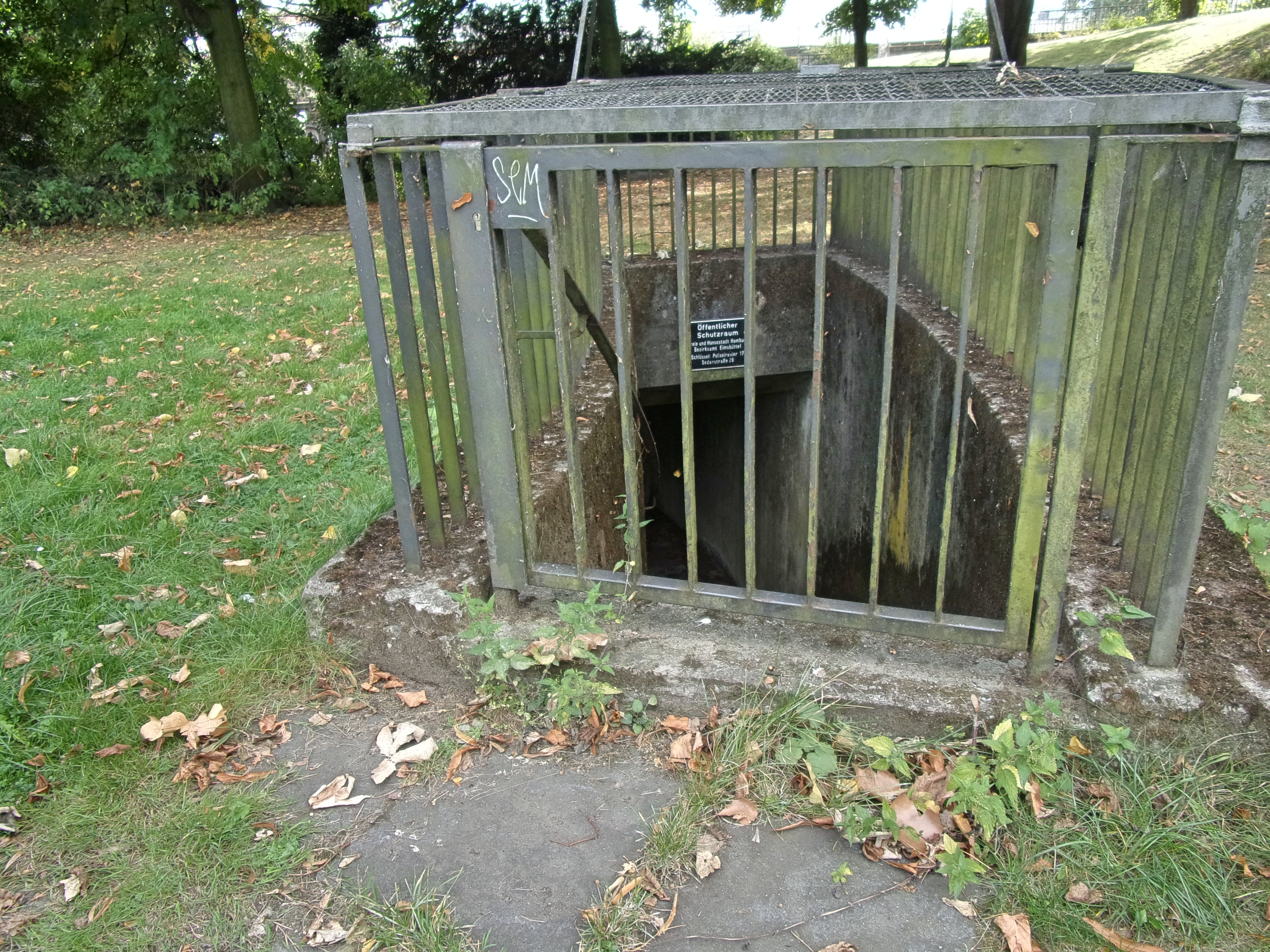
Tiefbunker Kennedybrücke in Hamburg

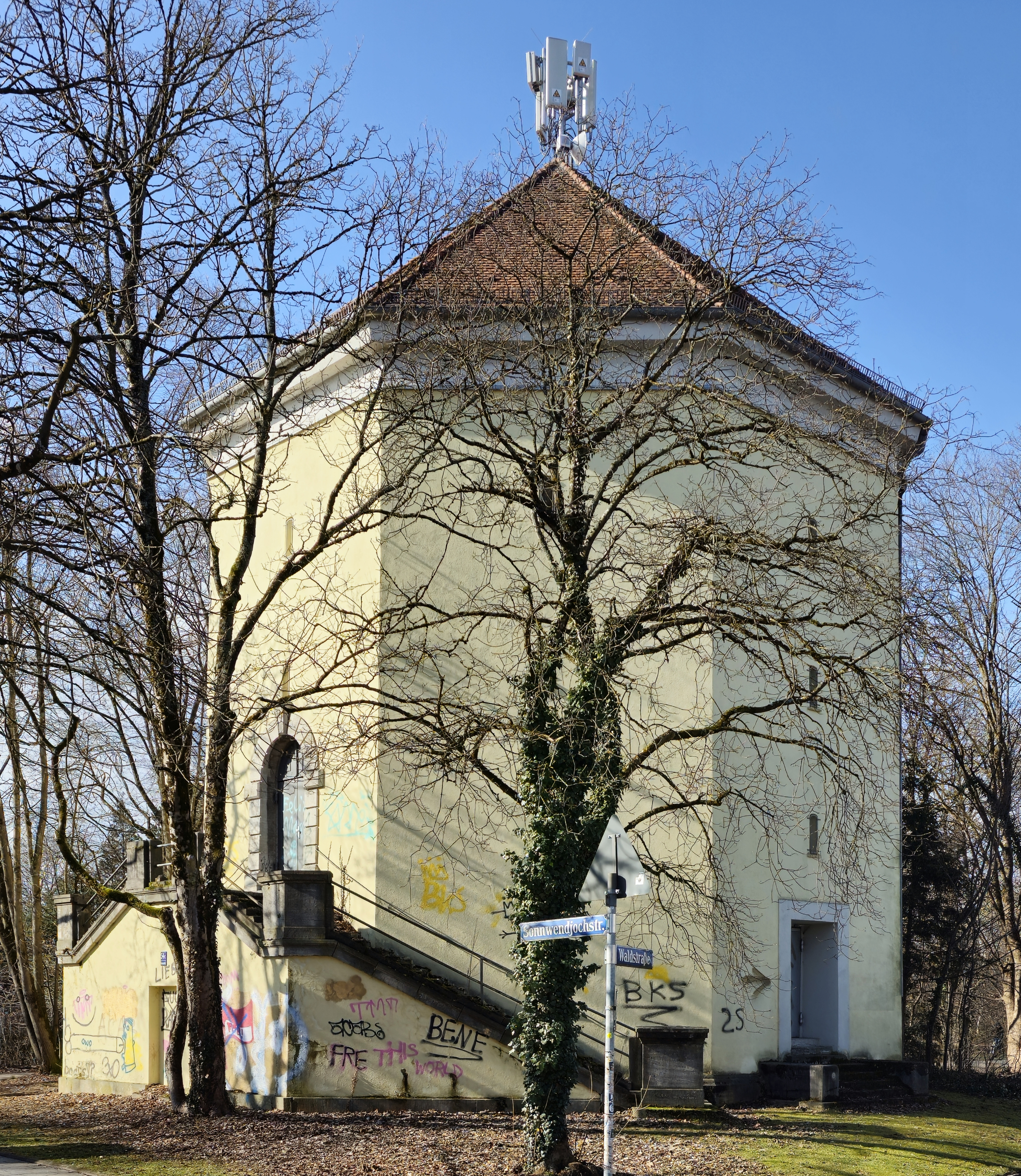
Hochbunker Sonnwendjochstraße im Münchner Stadtbezirk Berg am Laim

Es wird zwischen unterirdischen Anlagen (Tiefbunker) und oberirdischen Anlagen (Hochbunker) unterschieden. Die Grundrisse können unterschiedlich gestaltet sein. Hochbunker erhielten zur Tarnung häufig ein konstruktiv nicht notwendiges Dach, um sie aus der Luft wie Wohnhäuser erscheinen zu lassen. Mitunter war dies, etwa beim Hochbunker in der Innenstadt von Trier, auch vorgesehen, um die Bunkerbauten optisch besser ins Stadtbild zu integrieren, aus dem gleichen Grund wurden auch Verputz und Anstrich der Außenflächen ausgeführt.
Luftschutzbunker sind hauptsächlich aus Stahlbeton hergestellt. Dazu wurde im Zweiten Weltkrieg in der Anfangszeit die Gitterraumbewehrung, vor allem die Spiralbewehrung von DYWIDAG und die Braunschweiger Bewehrung benutzt. Wand- und Deckenstärken betragen bis zu 3,50 m. Die Eingänge sind zusätzlich durch Betonschilde, sogenannte Splitterschutzmauern, geschützt.
Luftschutzbunker des Zweiten Weltkriegs waren im Gegensatz zu den Anlagen nach 1960 meist kleinräumig unterteilt und besaßen Toilettenanlagen mit Wasserspülung (es werden Trockenklosetts vorgehalten). In Nebenräumen sind meist Küchen, Vorratsräume, ärztliche Behandlungszimmer, Sarglager und ähnliches vorhanden. Um einem möglichen Angriff mit Giftgas vorzubeugen, verfügten die Luftschutzbunker über eine Gasschleuse mit zwei Türen, von denen im Falle eines Gasalarms immer nur eine geöffnet werden durfte. In brandgefährdeten Bereichen wurde die angesaugte Frischluft durch einen Sandfilter geführt (der Filterbetrieb erfolgte über elektrische Lüfter oder Handkurbellüfter), um die Temperatur heißer Rauchgase abzusenken. Das Eindringen von Gas in den Schutzraum wurde durch einen leichten Überdruck im Schutzraum verhindert.
Im Vereinigten Königreich wurden 3,5 Millionen Anderson-Luftschutzbunker für den Einsatz während des Krieges hergestellt. Der Luftschutzbunker mit einer Grundfläche von 1,98 × 1,35 m wurde aus sechs miteinander verschraubten Wellblechplatten hergestellt. Es bietet Platz für sechs Personen (ein Haushalt). Es wurde in Bausatzform geliefert, die entweder 1,2 m in den Boden versenkt oder von Sandsäcken umgeben war, um zusätzlichen Schutz zu bieten. Eine Erdschicht wurde über das Dach gelegt.

#### Kennzeichnung

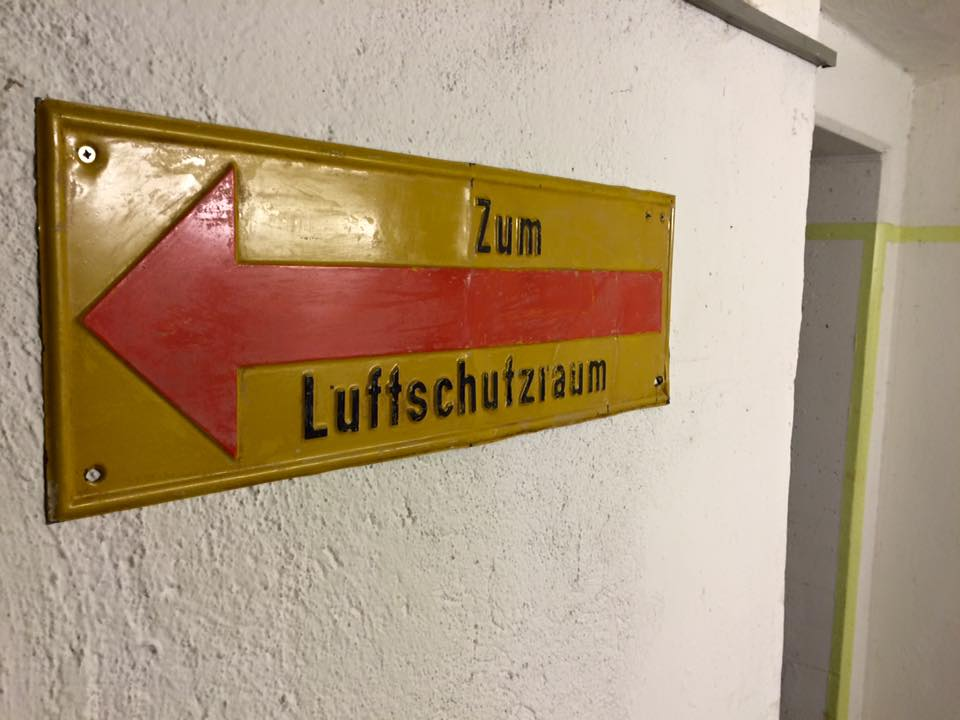
Hinweisschild zu einem öffentlichen Luftschutzraum

Im Zweiten Weltkrieg wurden im Gebiet des Großdeutschen Reiches im öffentlichen Raum Hinweise auf Luftschutzräume für Zivilisten angebracht. An den Außenwänden entsprechender Gebäude wurden in weißer fluoreszierender Farbe (wegen Verdunkelung oder Stromausfall) der Hinweis LSR (Luftschutzraum) angebracht, oft verbunden mit einem ebenfalls weißen Pfeil. Dieser Pfeil wies auf den Eingang hin. Notausstiege wurden mit Pfeilen oder mit den Buchstaben N.A., Hinweise zu nahe gelegenen Hydranten mit einem „H“ markiert. Lüftungsschächte und Bunker-Notausgänge wurden oft durch Stahlgitter abgedeckt. Soweit noch vorhanden, sind sie an der Beschriftung Mannesmann-Luftschutz leicht erkennbar.
Entsprechende Kennzeichnungen gibt es auch in anderen Ländern, z. B. in Großbritannien, Spanien, Frankreich, USA oder Italien.

### Kalter Krieg
Ab Mitte der 1960er Jahre bis 1978 wurden in der Bundesrepublik Deutschland Bunkeranlagen und Stollensysteme aus dem Zweiten Weltkrieg technisch relativ aufwändig für den zivilen Bevölkerungsschutz als Schutzräume wiederhergestellt sowie neue Anlagen errichtet. Klimatisierung und Kühlbrunnenanlagen wurden eingebaut, um eine höhere Belegungsdichte zu ermöglichen. Seit 1978 wurde diese Technik zunehmend durch das Nutzbarmachungsprogramm ersetzt: Es wurde nur eine einfache Be- und Entlüftung mit kompletter Filtertechnik, keine Klimatisierung mehr eingebaut. Ab Mitte der 1990er Jahre wurden wegen der weltweiten Entspannung keine Anlagen mehr errichtet. Bestehende öffentliche Zivilschutzanlagen werden sukzessive rückabgewickelt und entwidmet.

## Beispiele
- Ehemaliger Tiefbunker Alexanderplatz in Berlin-Mitte, einer der größten Bunker, für 3.500 Personen[5]
- Fichtebunker in Berlin-Kreuzberg. In dem umgebauten Gasometer fanden im Mai 1945 rund 30.000 Menschen Schutz.
- Hochbunker Pallasstraße in Berlin-Schöneberg. Die größte Zivilschutzanlage in Berlin mit 4.809 Schutzplätzen.
- Reichsbahnbunker Friedrichstraße in Berlin-Mitte
- Reichsbahnbunker am Anhalter Bahnhof in Berlin. Anfang Mai 1945 mit 12.000 Personen völlig überfüllt.
- Luftschutzbunker in Bochum und Wattenscheid
- Bunker in Braunschweig
- U-Boot-Bunker Valentin bei Bremen
- Bunker in Emden
- Hamburger Flaktürme
- Tiefbunker Steintorwall in Hamburg
- Bunker in Hamburg
- Hochbunker Lazarettstraße Münster
- Hochbunker auf dem Pragsattel in Stuttgart
- Hochbunker von Trier
- Wiener Flaktürme
- Luftschutzräume in Wuppertal
- Bunkerkirche Sankt Sakrament (Düsseldorf)
- Luftschutzbunker in Innsbruck

## Galerie

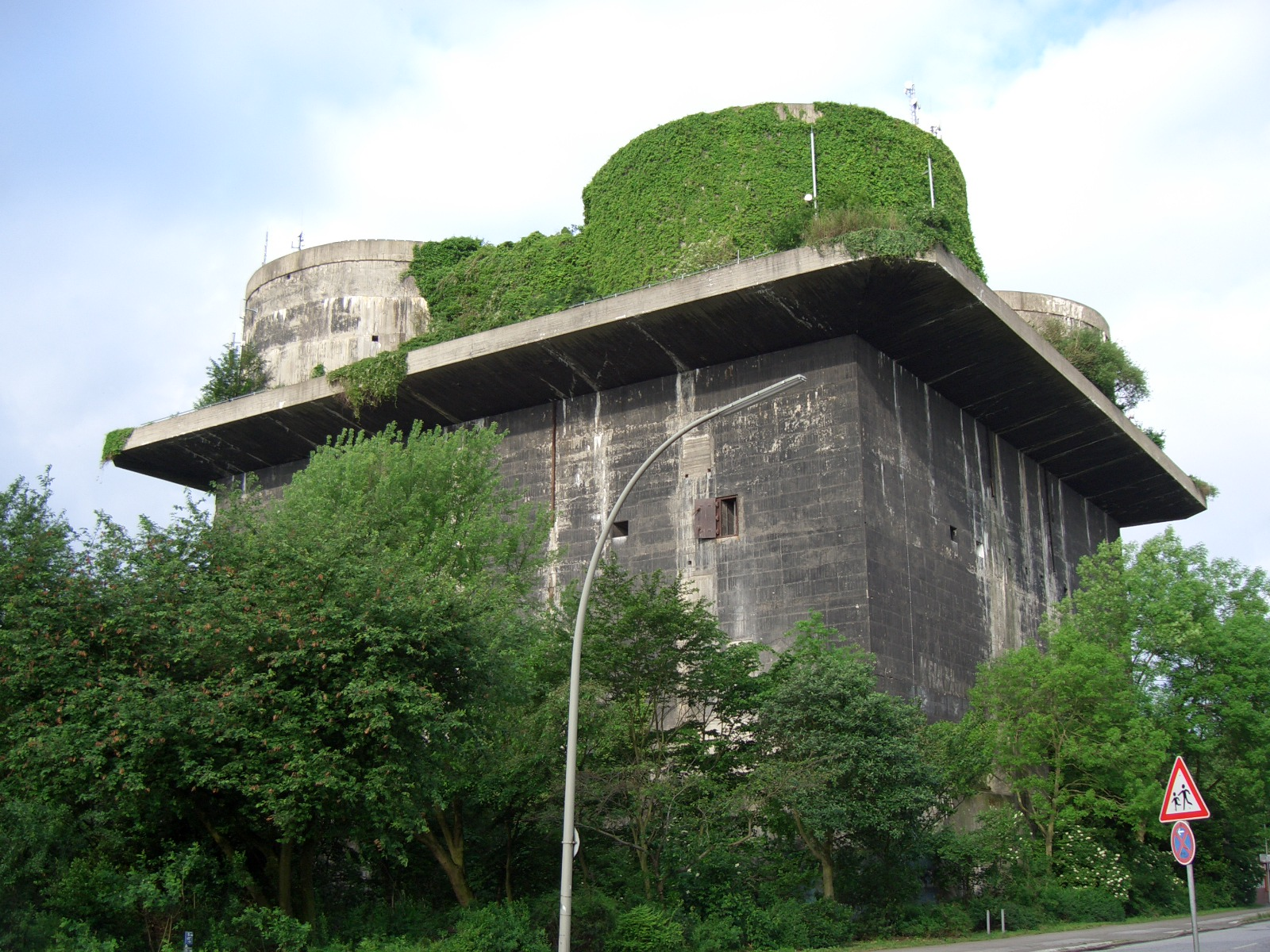
Flakbunker in Hamburg-Wilhelmsburg
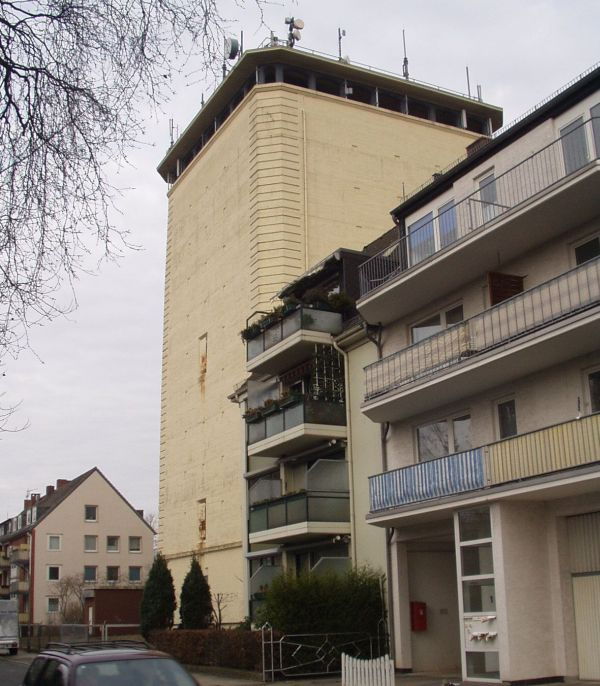
Hochbunker in Bremen
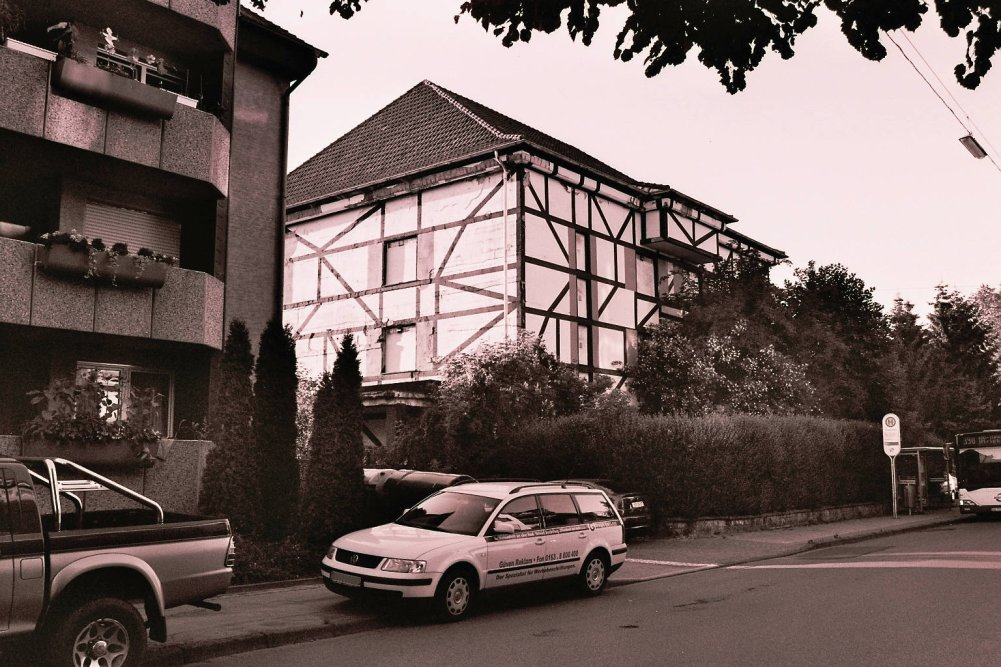
Ein Bunker mit Tarnbemalung im Bochumer Stadtteil Wattenscheid
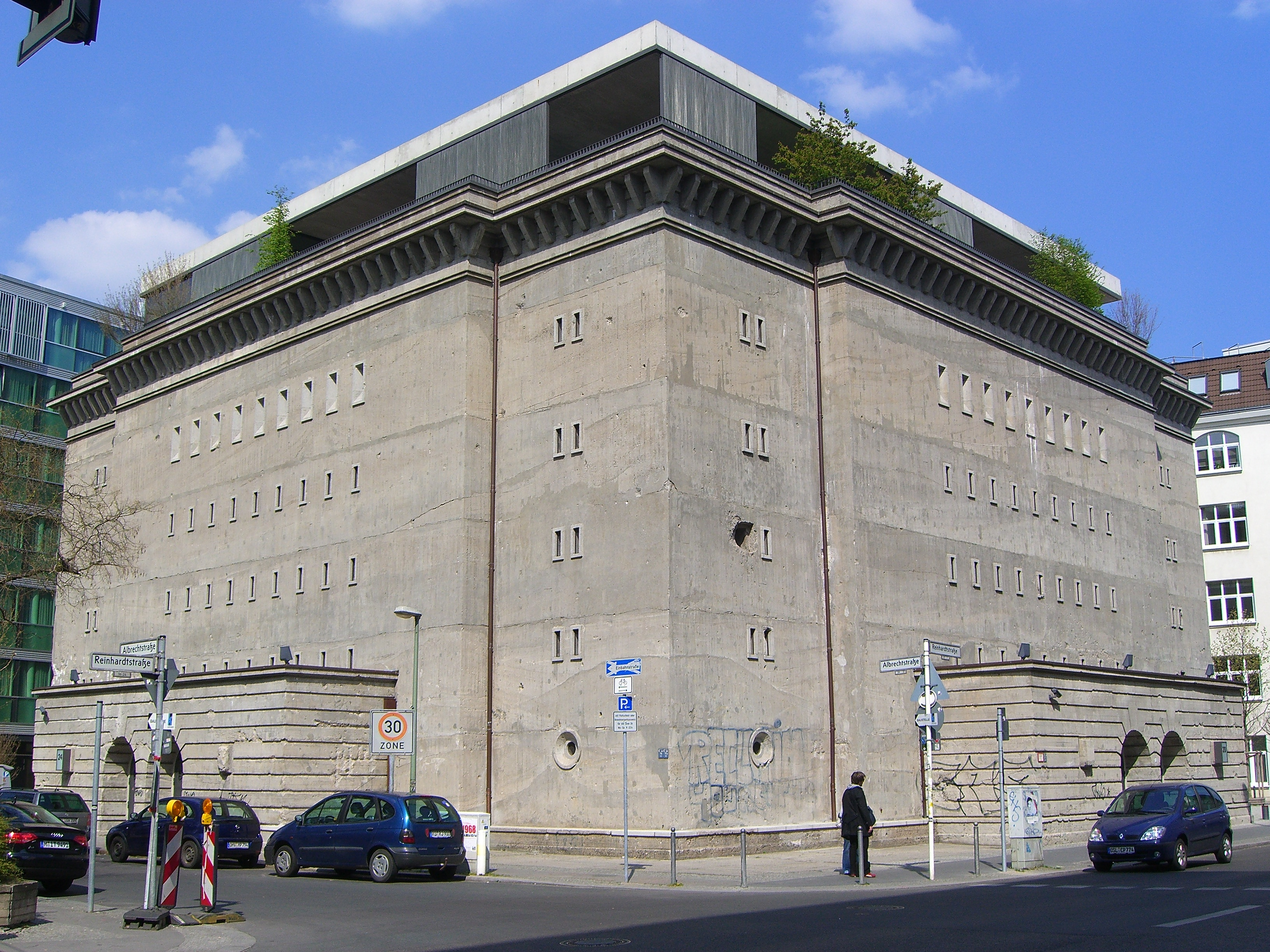
Hochbunker in Berlin als Museum der Gegenwartskunst. Auf dem Dach der Nachbau des Barcelona-Pavillons.
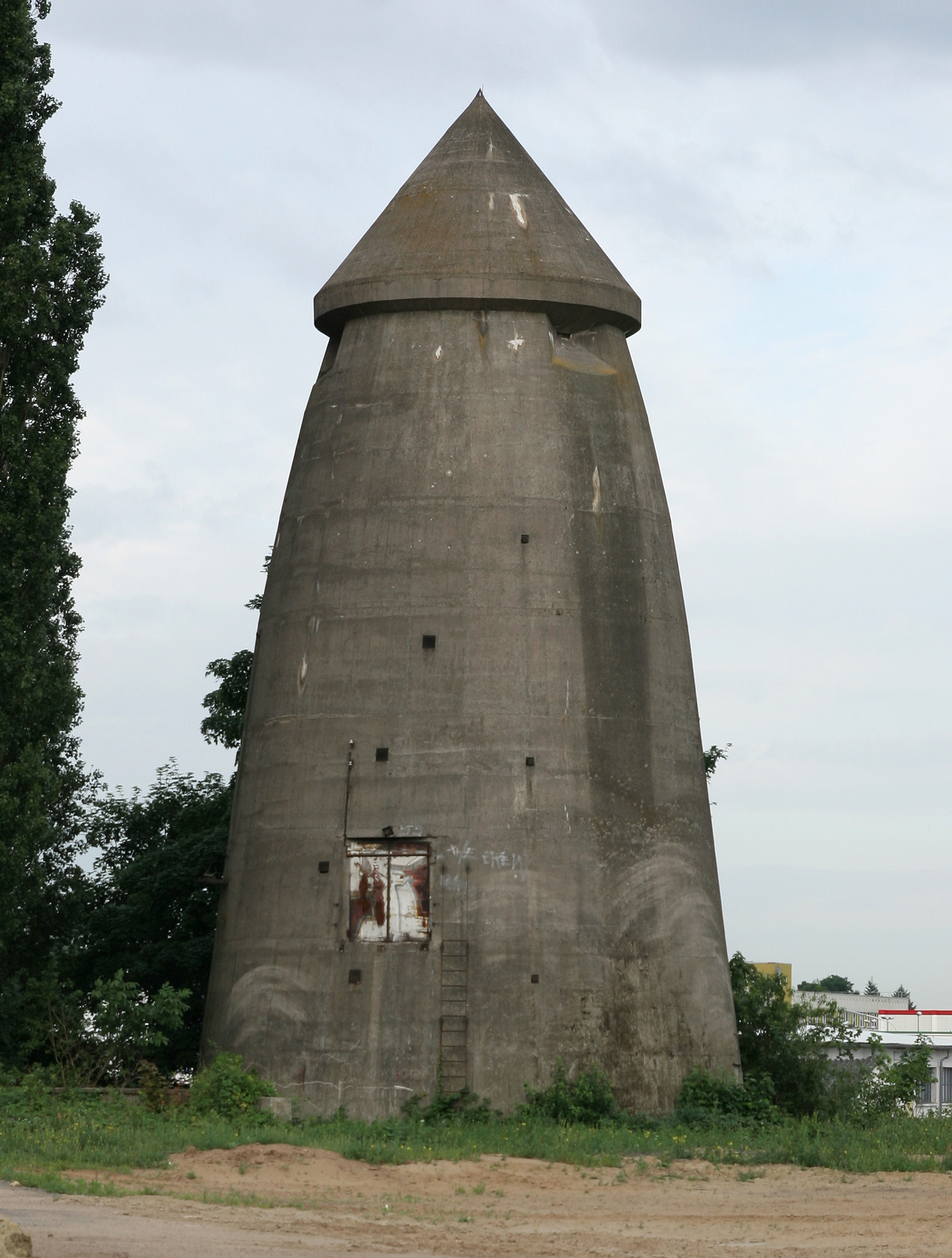
Hochbunker nach Bauart von Leo Winkel in Darmstadt
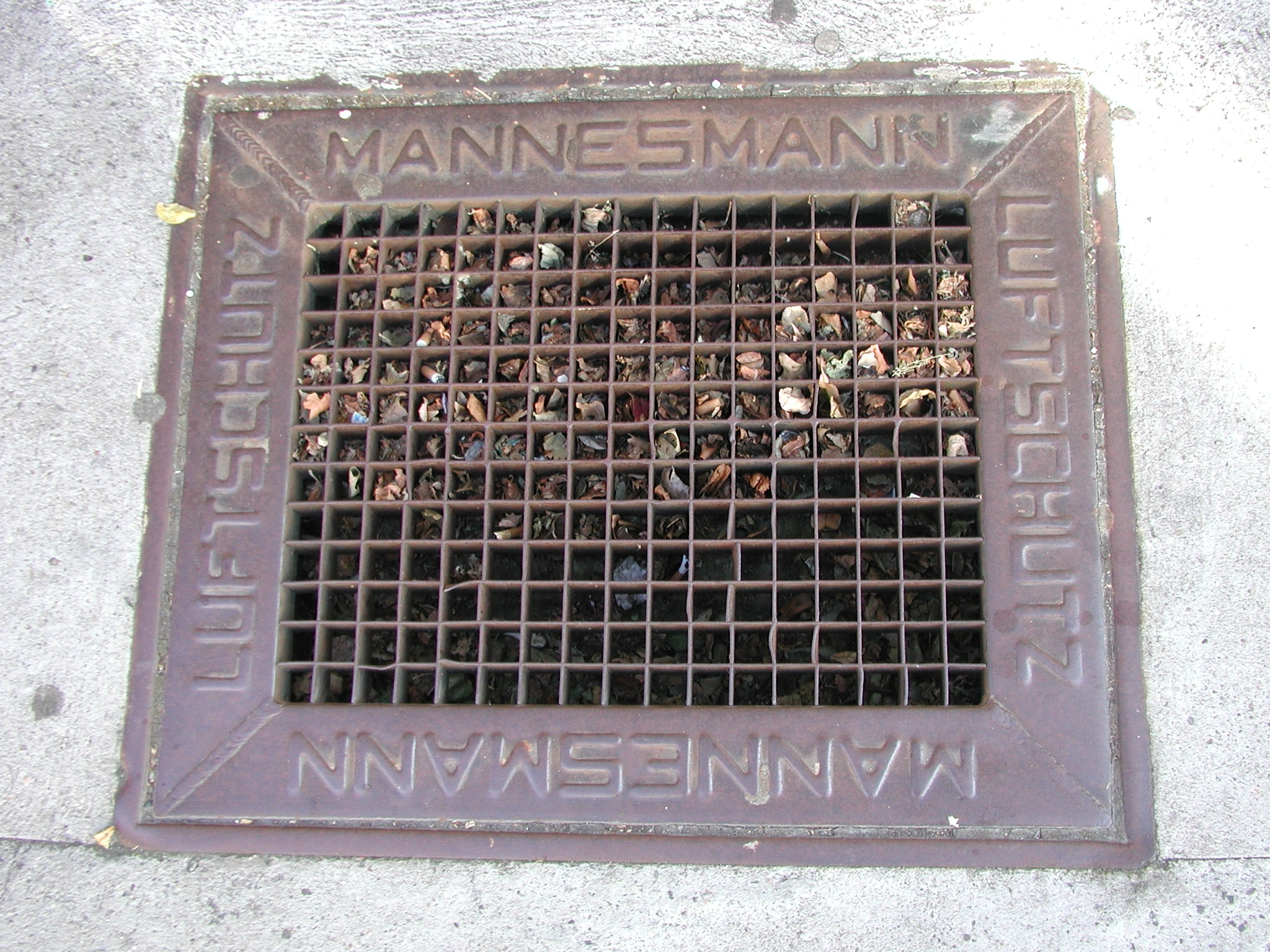
Notausgang eines Luftschutzkellers aus dem Zweiten Weltkrieg in Kaiserslautern, mit der Beschriftung Mannesmann-Luftschutz
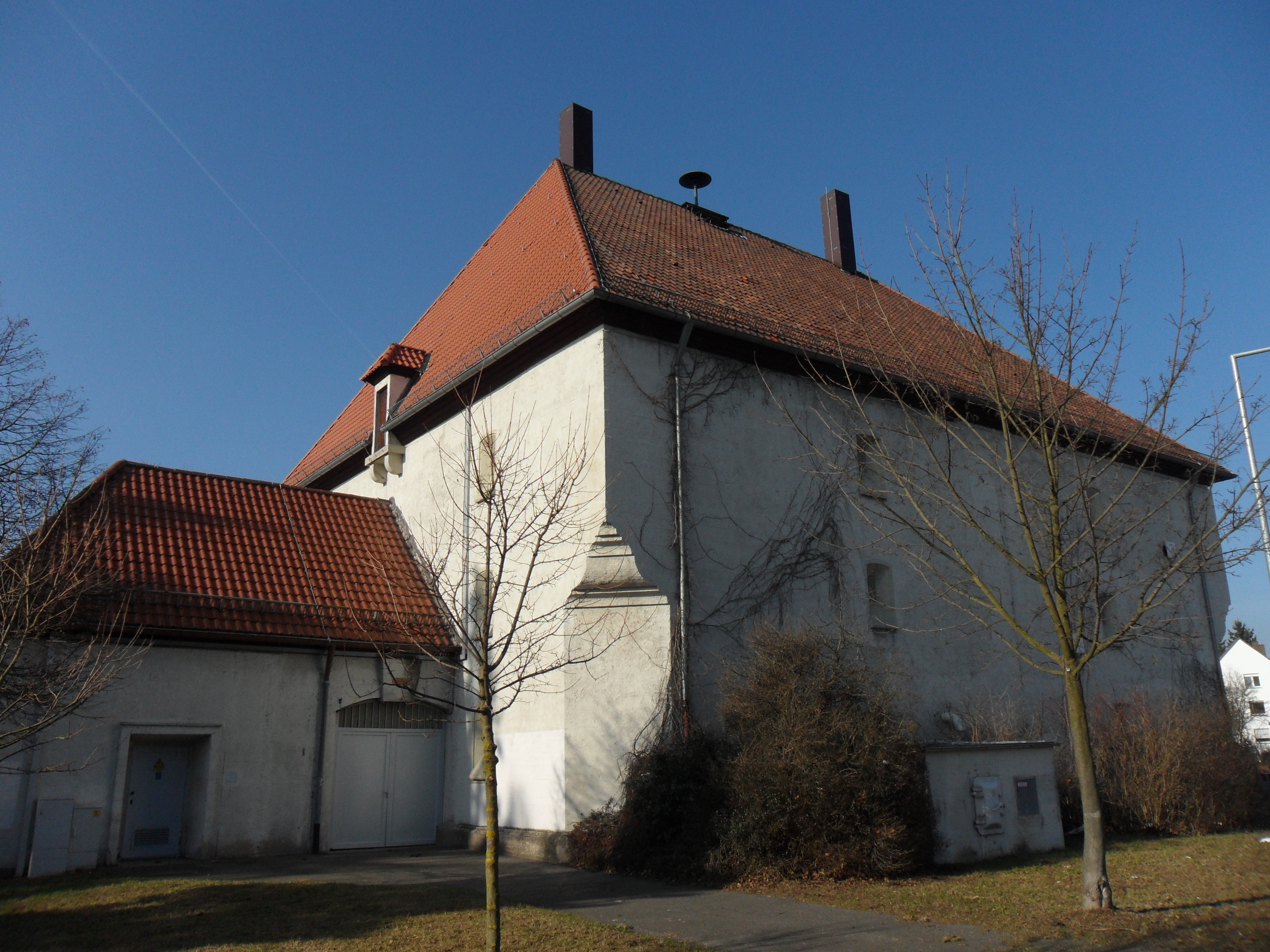
Hochbunker an der Einmündung des Laubenwegs in die Kronacher Straße in Fürth aus den 30er Jahren mit einer Kapazität von 900 Schutzplätzen.
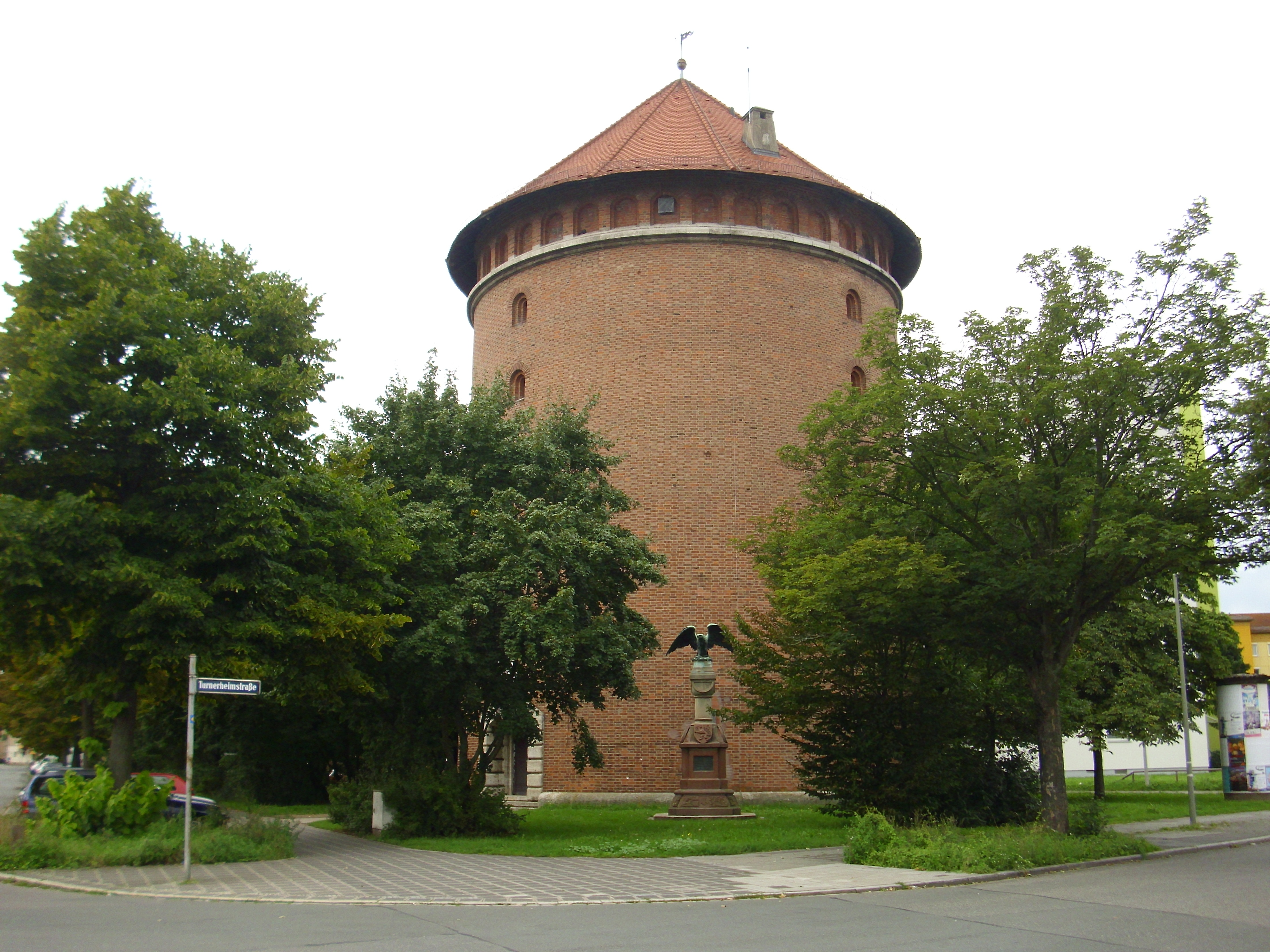
Im Hochbunker Hohe Marter in Nürnberg-Schweinau (1941) befindet sich das Garnisonmuseum Nürnberg.
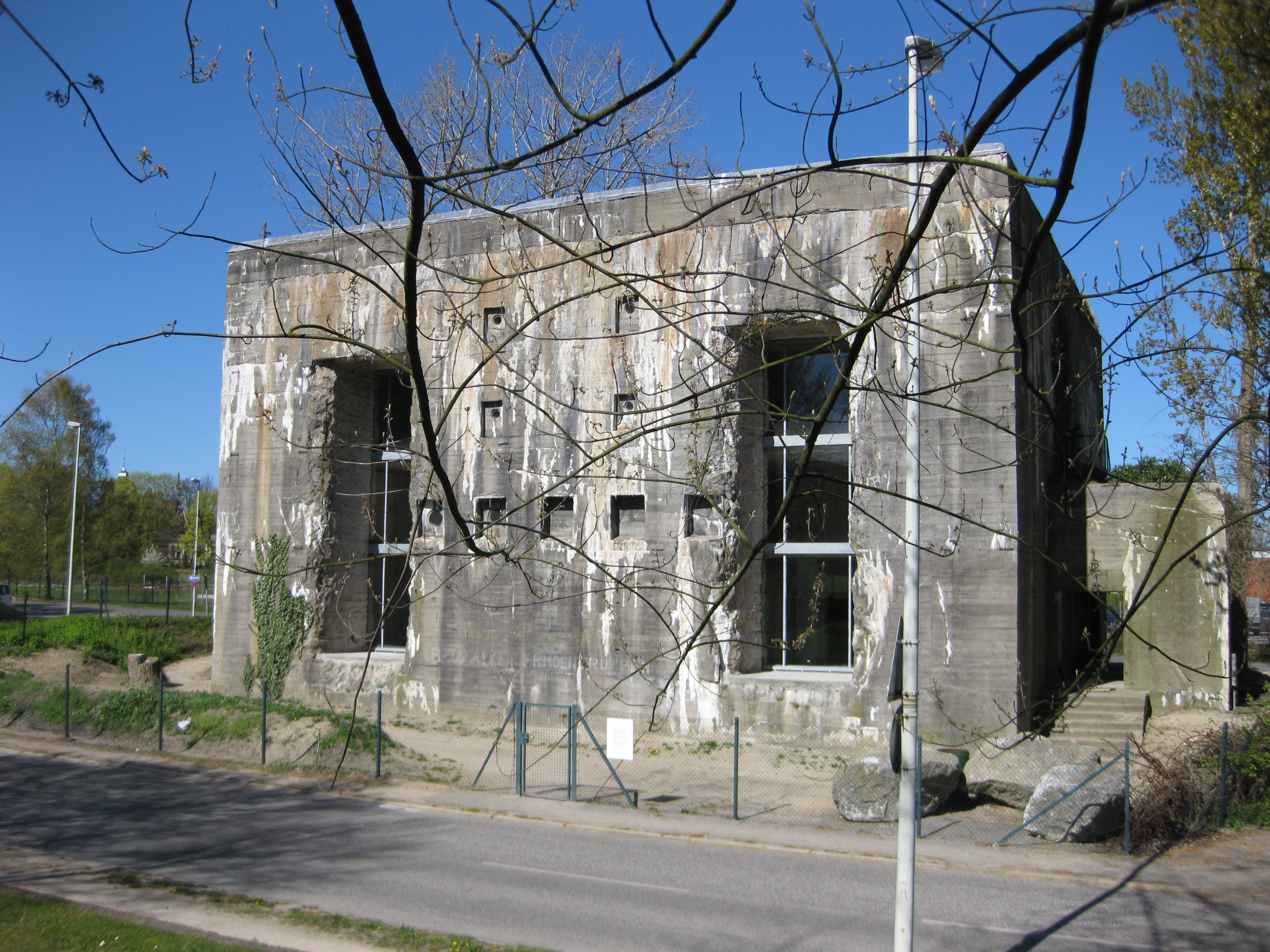
Flandernbunker in Kiel-Wik
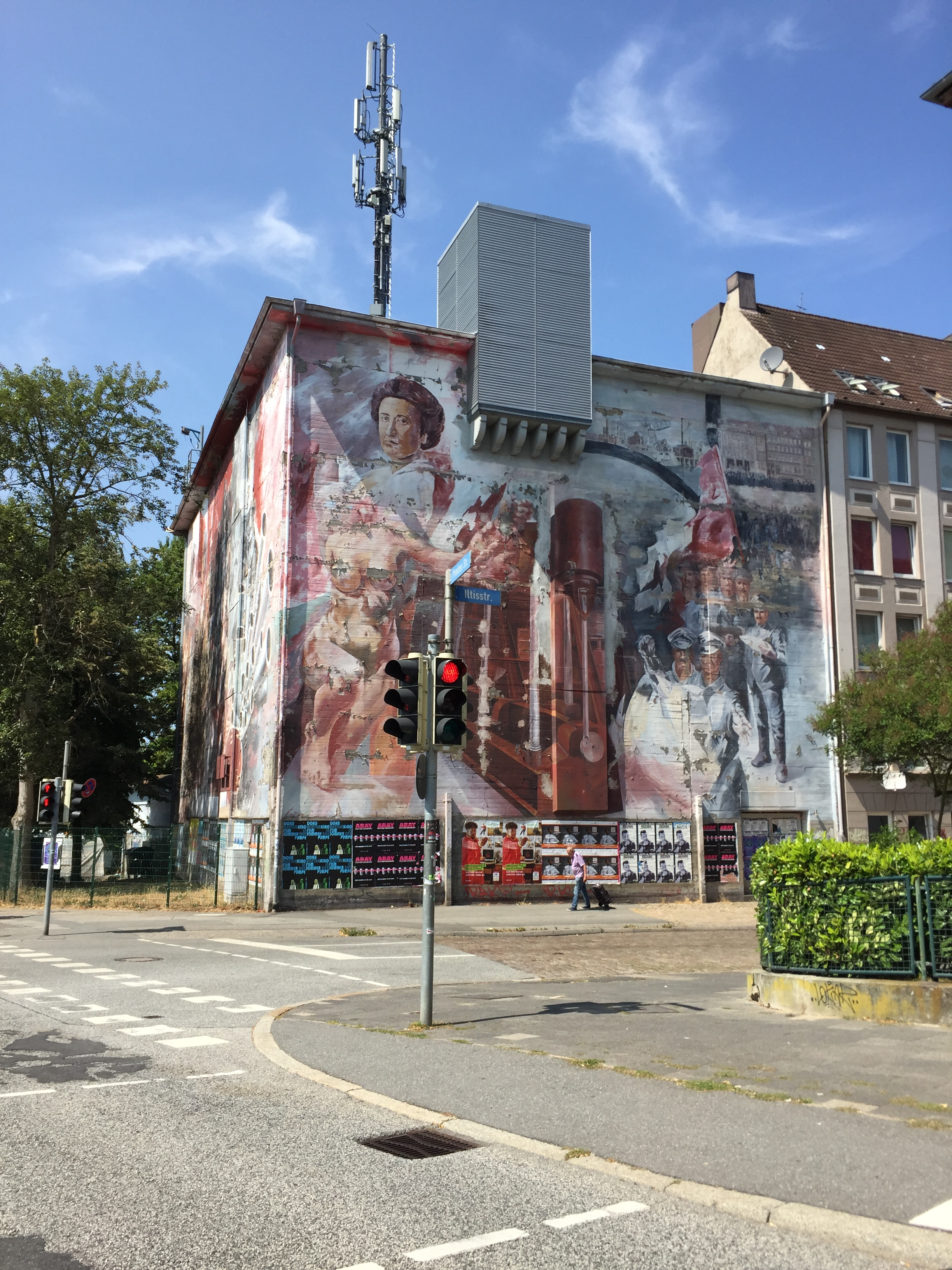
Iltisbunker in Kiel-Gaarden mit Kunstwerk zum Matrosenaufstand 1918 Shahin Charmi

## Deutsches Bunkermuseum

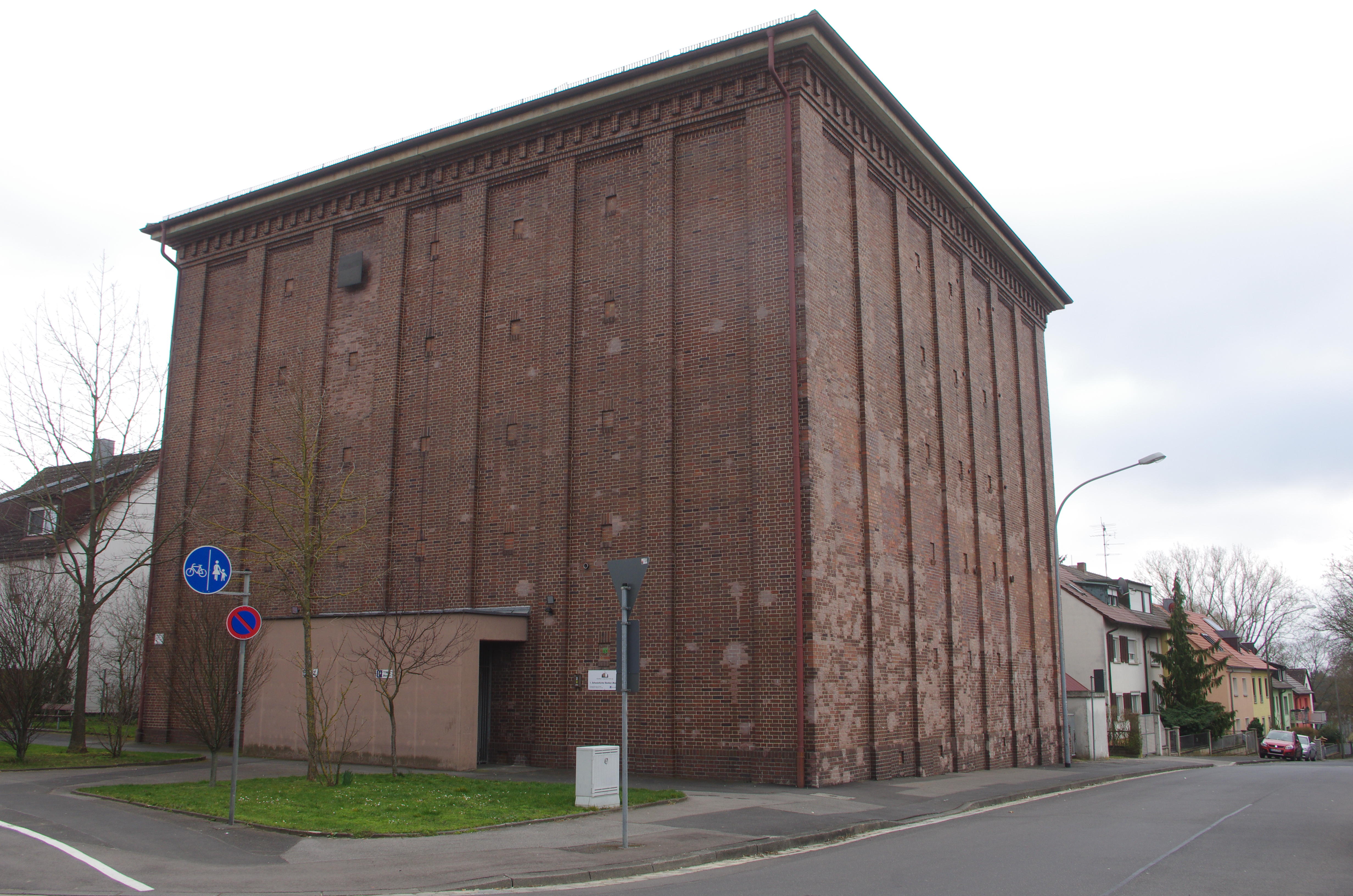
Deutsches Bunkermuseum in Schweinfurt

Das 2014 eröffnete Deutsche Bunkermuseum befindet sich im Fichtel-und-Sachs-Bunker (ursprünglich als Hochbunker A8 bezeichnet) in Schweinfurt. Die Ausstellung befasst sich mit dem Luft- und Zivilschutz während des Zweiten Weltkriegs und des Kalten Krieges.